# Casa Tully

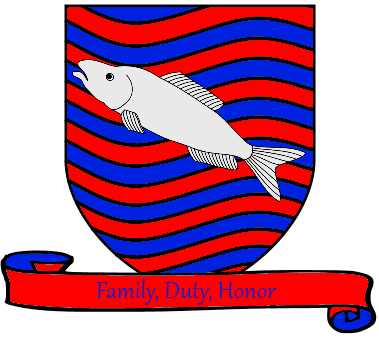
Familia, deber, honorInterpretación libre

La Casa Tully es una casa noble de la saga de novelas Canción de hielo y fuego escritas por George R. R. Martin.
Su estirpe se remonta a la Edad de los Héroes, como Señores de Aguasdulces, pero nunca fueron reyes. Su escudo es en campo de ondas de azur y de gules, una trucha de plata saltando. Su lema es Familia, deber, honor.

## Historia
La Casa Tully remonta su historia hasta la Edad de los Héroes. Ser Edmure Tully fue vasallo del rey Tristifer IV Mudd, Rey de las Tierras de los Ríos; cuando los Ándalos invadieron Poniente, los Tully se pusieron de parte del rey hasta que fue derrotado y muerto, entonces, los Tully hincaron la rodilla ante los Ándalos. El hijo de Ser Edmure, Axel Tully, recibió tierras entre los ríos Piedra Caída y Forca Roja, donde se construiría el bastión ancestral de los Tully, Aguasdulces.
Durante este tiempo, los Tully nunca reinaron por derecho propio, pero fueron una fuerza importante a tener en cuenta por los Reyes de las Tierras de los Ríos, manteniendo frecuentes tensiones con los Reyes de la Roca, los Reyes de las Islas del Hierro y con otras Casas prominentes como los Blackwood o los Teague.
Con la llegada de Aegon el Conquistador, Lord Edmyn Tully, Señor de Aguasdulces, fue el primero de los señores ribereños en unirse a él; por aquel entonces reinaba en las Tierras de los Ríos el rey Harren Hoare, a quien llamaban El Negro, Rey de las Islas del Hierro. Aegon eliminó a Harren y a todo su linaje cuando incendió Harrenhal con su dragón Balerion. Tras tomar posesión de las Tierras de los Ríos, Aegon recompensó a Lord Edmyn nombrándole Señor Supremo del Tridente.
Los Tully, debido a su expuesta posición, buscaron durante toda su historia forjar alianzas con otras poderosas Casas. Lord Hoster Tully buscó unir a los Tully con influyentes Casas de otros reinos; su hija mayor Catelyn Tully casaría con Brandon Stark, heredero de Invernalia, Lysa Tully casaría con un Lannister, y su hermano Brynden Tully lo haría con una miembro de la Casa Redwyne, sin embargo, la negativa de este a hacerlo dividió a ambos hermanos. Posteriormente, Catelyn casaría con Eddard Stark, hermano menor de Brandon y nuevo Señor de Invernalia tras la muerte de su padre y de su hermano mayor. Merced al matrimonio con Eddard Stark de Catelyn y al de Lysa con Jon Arryn, Señor del Nido de Águilas, los Tully se unieron a los rebeldes al estallar la Rebelión de Robert. 
Moribundo, Lord Hoster Tully queda postrado en cama mientras su hijo y heredero Edmure asume el mando efectivo. Catelyn, que había apresado a Tyrion Lannister acusándole de intentar asesinar a su hijo Bran Stark, lo lleva hasta el Nido de Águilas para que fuera juzgado por su hermana Lysa. En respuesta, Lord Tywin Lannister ordena a Ser Gregor Clegane que dirija razias de castigo sobre las Tierras de los Ríos a la vez que ordena reclutar un gran ejército. Eddard Stark, Mano del Rey de Robert Baratheon, envía un ejército para llevar a Ser Gregor ante la justicia, ejército que es derrotado. Mientras tanto, las tropas Lannister dirigidas por Jaime Lannister derrotan a los Tully y toman los principales bastiones de las Casas ribereñas.
Robb Stark, nuevo Señor de Invernalia tras la ejecución de su padre Eddard, parte al Sur donde derrota a los Lannister y libera Aguasdulces del asedio; los Tully reconocen a Robb como Rey de las Tierras de los Ríos. Poco después, Lord Hoster fallecía de causas naturales y Edmure Tully se convertía en nuevo Señor de Aguasdulces. Progresivamente, los Lannister son expulsados de las Tierras de los Ríos mientras Brynden Tully lidera los ejércitos Tully que parten con Robb Stark hacia el Occidente. Sin embargo, la posición de los Tully queda comprometida cuando Robb Stark y su madre Catelyn son asesinados en la Boda Roja y Lord Edmure es capturado. El Trono de Hierro decide otorgar Aguasdulces a la Casa Frey a la vez que Petyr Baelish es nombrado Señor Supremo del Tridente.
Brynden Tully resiste en Aguasdulces un asedio conjunto de los Lannister y los Frey. Sin casi apoyos y con Lord Edmure como rehén de los Frey, Brynden decide rendir el bastión ante Jaime Lannister por petición del propio Edmure. Sin embargo, Ser Brynden consigue escapar a la vez que Edmure es enviado a Roca Casterly como prisionero de los Lannister. Emmon Frey toma entonces posesión de Aguasdulces.

## Árbol genealógico
Árbol familiar de la Casa Tully al comienzo de Juego de Tronos.
|           |           |                   |                   |                   |                   |              |              |                    |                    |                    |           |           |                             |                             |                             |                      |                                  |                                  |                                  |
|           |           |                   |                   |                   |                   |              |              | Hoster Tully *242? | Hoster Tully *242? | Hoster Tully *242? |           |           | Minisa Whent †273? de parto | Minisa Whent †273? de parto | Minisa Whent †273? de parto |                      | Brynden Tully El Pez Negro *247? | Brynden Tully El Pez Negro *247? | Brynden Tully El Pez Negro *247? |
|           |           |                   |                   |                   |                   |              |              | Hoster Tully *242? | Hoster Tully *242? | Hoster Tully *242? |           |           | Minisa Whent †273? de parto | Minisa Whent †273? de parto | Minisa Whent †273? de parto |                      | Brynden Tully El Pez Negro *247? | Brynden Tully El Pez Negro *247? | Brynden Tully El Pez Negro *247? |
|           |           |                   |                   |                   |                   |              |              |                    |                    |                    |           |           |                             |                             |                             |                      |                                  |                                  |                                  |
|           |           | Eddard Stark *262 | Eddard Stark *262 | Eddard Stark *262 | Eddard Stark *262 | 282          | 282          | Catelyn *268       | Catelyn *268       |                    | Lysa *270 | Lysa *270 | 282                         | 282                         | Jon Arryn *222? †297        | Jon Arryn *222? †297 |                                  | Edmure *272                      | Edmure *272                      |
|           |           | Eddard Stark *262 | Eddard Stark *262 | Eddard Stark *262 | Eddard Stark *262 |              |              | Catelyn *268       | Catelyn *268       |                    | Lysa *270 | Lysa *270 |                             |                             | Jon Arryn *222? †297        | Jon Arryn *222? †297 |                                  | Edmure *272                      | Edmure *272                      |
|           |           |                   |                   |                   |                   |              |              |                    |                    |                    |           |           |                             |                             |                             |                      |                                  |                                  |                                  |
| Robb *283 | Robb *283 | Sansa *286        | Sansa *286        | Arya *288         | Arya *288         | Brandon *290 | Brandon *290 | Rickon *294        | Rickon *294        |                    |           |           | Robin *291                  | Robin *291                  |                             |                      |                                  |                                  |                                  |

## Miembros

### Hoster Tully
Lord Hoster Tully fue el Señor de Aguasdulces y Señor Supremo de las Tierras de los Ríos. De padres no conocidos, estaba casado con Lady Minisa Whent, miembro de la extinta Casa Whent, con quien tuvo tres hijos: Catelyn, Lysa y Edmure. Lord Hoster era descrito en su juventud como un hombre vigoroso, decidido, testarudo y extrovertido, muy aficionado a viajar, pero durante su senectud ganó peso y tenía pérdidas ocasionales de memoria.
En su juventud, Hoster peleó en la Guerra de los Reyes Nuevepeniques contra los últimos pretendientes Fuegoscuro. Allí conocería al padre de Petyr Baelish, un señor menor de la región de Los Dedos, y con el que trabó amistad, llevándose al pequeño Petyr a Aguasdulces como pupilo. Con su hermano Brynden tuvo una difícil relación cuando este rechazó casarse con una miembro de la Casa Redwyne. Con su esposa tuvo tres hijos, pero ella murió dando a luz al cuarto, que nació muerto; su muerte afectó mucho a Lord Hoster. Cuando Petyr Baelish dejó embarazada a su hija Lysa, Hoster le prohibió casarse con él y expulsó a Petyr de Aguasdulces, además de obligar a su hija a abortar.
Antes del estallido de la Rebelión de Robert, Lord Hoster iba a comprometer a su hija Catelyn con Brandon Stark, el heredero de Invernalia, pero la muerte de Brandon a manos del rey Aerys II Targaryen llevó a que Catelyn tuviera que casarse con su hermano, Eddard. Por su parte, Lysa se casaba con Jon Arryn, Señor del Valle, lo que suponía una triple alianza Stark-Tully-Arryn con la Casa Baratheon cuando Robert Baratheon se rebeló contra el Trono de Hierro. Aunque Lord Hoster apoyaba a los rebeldes, varios de sus vasallos como los Mooton, los Darry o los Ryger permanecieron fieles a Aerys. Hoster luchó personalmente en la Batalla de las Campanas donde fue herido por Jon Connington, Mano del Rey Aerys.
Cuando los Lannister invaden las Tierras de los Ríos, Lord Hoster ya se encontraba gravemente enfermo y permanecía en cama en Aguasdulces. Un ejército Lannister al mando de Jaime Lannister pone asedio sobre Aguasdulces mientras Hoster estaba agonizante. El asedio es levantado gracias a la llegada de los norteños de Robb Stark y Catelyn puede reencontrarse con su moribundo padre. Ser Brynden también acude a ver a su hermano y finalmente ambos hacen las paces.
La salud de Lord Hoster empeora progresivamente, empieza a olvidar a las personas, incluyendo a sus propios hijos, y el maestre de Aguasdulces se ve obligado a sedarle habitualmente mediante la leche de la amapola. Su hijo Edmure asumió el mando de Aguasdulces, mientras su hermana Lysa no acudió a despedirse de su moribundo padre. Finalmente Hoster muere y su cuerpo es llevado al río Piedra Caída donde es depositado en una barcaza. Como costumbre funeraria de los Tully, una flecha en llamas es lanzada hacia la barcaza para que su cuerpo fuera incinerado.

### Lysa Tully
Lysa Tully fue la segunda hija de Lord Hoster Tully, Señor de Aguasdulces y las Tierras de los Ríos, y de Lady Minisa Whent. Poco antes de la Rebelión de Robert se casó con Jon Arryn, Señor del Valle. Con Lord Arryn tendría su único hijo, Robin Arryn. Lysa era descrita como tímida y soñadora de joven, y físicamente muy parecida a su hermana Catelyn.
Lysa creció en Aguasdulces junto a sus hermanos Catelyn y Edmure, y también junto a Petyr Baelish, pupilo de su padre. Lysa se enamoró del joven Petyr pero su amor no fue correspondido ya que él estaba enamorado de Catelyn. Cuando esta quedó comprometida con Brandon Stark, el heredero de Invernalia, Petyr retó a este a un duelo por la mano de Catelyn, pero perdió rápidamente y quedó gravemente herido. Lysa cuidó a Petyr cuando estaba convaleciente y él tomó su virginidad confundiéndola con Catelyn. A raíz de las relaciones que mantuvieron, Lysa quedó embarazada, pero su padre la obligó a abortar y después expulsó a Petyr de Aguasdulces; Lysa nunca perdonó a su padre por esto. Debido a que ya no era doncella no sería fácil encontrarle un marido, pero su padre logró casarla con Jon Arryn, que era un hombre mayor sin herederos. El matrimonio tenía por objeto aliar a las casas Tully y Arryn, y aunque Lysa no estaba entusiasmada con el compromiso, lo aceptó igualmente.
Lysa se marchó a vivir al Nido de Águilas acompañada por su tío Brynden y después a Desembarco del Rey cuando su esposo fue nombrado Mano del Rey de Robert Baratheon. Lysa sufriría varios abortos antes de dar a luz a un niño enfermizo llamado Robert. En la capital mantuvo una relación en secreto con Petyr Baelish, que estaba sirviendo como Consejero de la Moneda, el cual la persuadió para envenenar a su esposo diciéndole que pensaba enviar al pequeño Robert como pupilo de Stannis Baratheon; después convenció a Lysa de enviar una carta a su hermana culpando a los Lannister de su asesinato.
Tras la muerte de su esposo, Lysa regresó a toda prisa al Nido de Águilas junto a su hijo. Mientras tanto, Catelyn arrestó a Tyrion Lannister y lo llevó al Nido de Águilas para que su hermana lo juzgara. Pero Catelyn encontró a su hermana muy cambiada, Lysa había engordado, estaba emocionalmente inestable y mantenía una actitud sobreprotectora con su hijo, llegando incluso a seguir dándole el pecho con 10 años. Lysa quiso hacer que Tyrion confesara el asesinato de su esposo, pero este se negó exigiendo un juicio por combate, ganando el campeón de Tyrion. Poco después, Catelyn trata de persuadir a Lysa para que se alíe con ella y su hijo y envíe las tropas del Valle a luchar contra los Lannister, pero ella se niega. Su padre, Lord Hoster, murió tiempo después pero Lysa no acudió a verlo en su lecho de muerte ni a su funeral.
Durante los sucesos de la guerra el Valle se mantiene neutral y no apoya a ningún bando mientras Lysa ejerce de Protectora del Valle. Pero tras la derrota de Stannis Baratheon y de los Stark, Petyr Baelish comienza a ascender dentro de la corte del rey Joffrey Baratheon y este le otorga el señorío de Harrenhal y de las Tierras de los Ríos. Petyr pactó un matrimonio con Lysa que le convertiría en Lord Protector del Valle, llevándose con él a Sansa Stark bajo la identidad de "Alayne Piedra", aunque informando a Lysa de su verdadera identidad. En realidad, Petyr estaba enamorado de Sansa por su extraordinario parecido con su madre, y cuando Lysa vio a Petyr besando a Sansa, la confrontó loca de celos y trató de arrojarla por la Puerta de la Luna. Sansa fue salvada en última instancia por Petyr quien confiesa sus verdaderos sentimientos a Lysa justo antes de empujarla por la Puerta de la Luna y acusando al bardo Marillion de su asesinato.

### Edmure Tully
Edmure Tully fue el Señor de Aguasdulces y de las Tierras de los Ríos tras la muerte de su padre Hoster, pero sus títulos fueron revocados por el Trono de Hierro. Es el tercer hijo de Lord Hoster Tully y Lady Minisa Whent y está casado con Roslin Frey con la que espera un hijo. Edmure es descrito como un hombre de estatura media, cabello rojizo típico de los Tully y una barba tupida. Es considerado un hombre decidido, impulsivo y de buen corazón pero de escaso ingenio.
La madre de Edmure murió cuando este era muy pequeño. Edmure siempre fue de carácter fiero pero muy extrovertido, aficionado a las mujeres, y se sabe que posee algún hijo bastardo. Siempre mantuvo una relación muy cercana con su hermana Catelyn, la cual se preocupaba de él por su forma de ser impulsiva y alocada, que contrastaba con la personalidad madura y responsable de Catelyn.
Cuando los Lannister invaden las Tierras de los Ríos, Edmure tiene que ponerse al mando de Aguasdulces debido a que su padre se hallaba moribundo en su cama. Edmure lidera a las tropas ribereñas pero es vencido y capturado por Jaime Lannister, el cual pone inmediatamente asedio sobre Aguasdulces. La situación se resuelve cuando los norteños de Robb Stark llegan y rompen el sitio, liberando a Edmure y permitiendo a Catelyn reunirse con su padre. Cuando Eddard Stark es ejecutado en Desembarco del Rey, Robb es proclamado Rey en el Norte y los señores ribereños al mando de Edmure le juran fidelidad.
Edmure permanece en Aguasdulces mientras las partidas de Tywin Lannister arrasan las Tierras de los Ríos y Robb Stark acude al sur. Desobedeciendo las órdenes de este, Edmure saca sus tropas de Aguasdulces y derrota a los Lannister cuando estos trataron de cruzar el Tridente. Sin saberlo, Edmure había desbaratado los planes de Robb de encerrar al ejército Lannister y destruirlo.
Finalmente Lord Hoster muere y Edmure se convierte en nuevo Señor de Aguasdulces y de las Tierras de los Ríos. Debido a que Robb se había casado con Jeyne Westerling y roto su compromiso con la Casa Frey, Edmure quiere solventar su error y se ofrece para casarse con una de las hijas de Lord Walder Frey; Robb acepta. Edmure conoce a Roslin, la hermosa hija de Lord Walder, y queda enamorado de ella al instante pero también sorprendido, creyendo que Lord Walder le obligaría a casarse con alguna de sus hijas poco agraciadas en represalia. Esta sería conocida como la Boda Roja, durante la ceremonia de encamamiento de Edmure y Roslin, Lord Walder, confabulado con Tywin Lannister y Roose Bolton, asesina a Robb, a Catelyn y al ejército norteño acampado a las afueras de Los Gemelos, además de capturar a muchos señores norteños. Edmure es también capturado y confinado en Los Gemelos.
Los Frey asedian entonces Aguasdulces que se halla defendida por Ser Brynden Tully. Ryman Frey amenaza a Brynden con ahorcar a Edmure si no rinde el bastión. Jaime Lannister llega a Aguasdulces y se pone al mando del asedio tratando de llegar a un acuerdo con Edmure. Si este rinde Aguasdulces a sus defensores se les permitiría conservar la vida y Edmure sería llevado a Roca Casterly a reencontrarse con su esposa que además estaba embarazada, pero si se negaba, todos los defensores serían ejecutados y su hijo sería asesinado nada más nacer. Edmure entra en Aguasdulces y ordena a su guarnición que se rinda, pero permitiendo a su tío Brynden escapar sin ser detectado por los Lannister. Después Edmure es llevado como prisionero a Roca Casterly.

### Brynden Tully
Ser Brynden Tully es el hermano menor de Lord Hoster Tully. Es apodado "Pez Negro" debido a su blasón. Ser Brynden es un guerrero hábil y reputado, siendo un hombre decidido, brusco y testarudo. Físicamente es descrito como un hombre mayor, de pelo gris que antaño fue rubio y cejas pobladas.
Durante su niñez tanto Brynden como su hermano Hoster fueron muy cercanos. En su juventud sirvió como escudero de Lord Darry y posteriormente fue nombrado caballero. Ser Brynden se labró su fama durante la Guerra de los Reyes Nuevepeniques haciéndose conocido por todos los Siete Reinos. Al regresar a Aguasdulces, la relación con su hermano se deterioró cuando se negó a casarse con una mujer de la Casa Redwyne. Brynden y Hoster mantuvieron desde entonces una tensa relación, y en una ocasión, Hoster dijo que era la "oveja negra" de la familia, por ello, Brynden adoptó el característico pez de los Tully pero en negro como blasón personal. Tras la Rebelión de Robert, Brynden acompañó a su sobrina Lysa rumbo al Valle cuando esta se casó con Jon Arryn. Por su lealtad, este le nombró Caballero de la Puerta, un puesto de gran honor en el Valle.
Ser Brynden se encontraba en el Nido de Águilas cuando Catelyn llegó con Tyrion Lannister como prisionero. Después de que los Lannister invadieran las Tierras de los Ríos, Brynden era partidario de que el Valle se aliara con los Tully, pero Lysa se negaba. Entonces Brynden abandona su puesto en el Nido de Águilas y parte junto a Catelyn rumbo a Puerto Blanco y después a Foso Cailin. Allí se encuentra con Robb Stark, hijo de Catelyn, que partía hacia el sur para combatir a los Lannister. Brynden forma parte de su Consejo de Guerra y se convierte en líder de los exploradores, venciendo a la caballería Lannister de Ser Addam Marbrand. Después participó en la Batalla del Bosque Susurrante y la Batalla de los Campamentos, liderando la vanguardia de los ejércitos Stark-Tully.
Al levantar el asedio sobre Aguasdulces, Brynden se reencuentra con su hermano Hoster, el cual se hallaba gravemente enfermo y agonizante. Brynden y su moribundo hermano finalmente se reconcilian, y Brynden parte rumbo a las Tierras de El Occidente liderando a los exploradores del ejército de Robb y participando en la Batalla del Cruce de Bueyes.
Cuando Robb Stark y los norteños regresan a las Tierras de los Ríos, Robb deja a Ser Brynden al mando de Aguasdulces mientras él y su madre parten a Los Gemelos para asistir a la boda entre Edmure y Roslin Frey, una de las hijas de Lord Walder Frey. Tras la muerte de Robb y el apresamiento de Edmure en la Boda Roja, Brynden continúa manteniendo Aguasdulces para la Casa Tully. Aguasdulces es entonces asediada por un ejército Lannister-Frey, con el Pez Negro negándose a entregar el bastión incluso ante las amenazas de los Frey de colgar a su sobrino Edmure. Jaime Lannister llega para liderar el sitio y negocia con Edmure entregar el bastión. Finalmente Edmure rinde Aguasdulces pero Brynden logra escapar nadando bajo uno de los rastrillos de la fortaleza; su actual paradero es desconocido.

## Miembros históricos

### Señores de Aguasdulces
- Axel: primer señor de Aguasdulces, el rey Tristifer IV Mudd le hizo entrega de tierras entre los ríos Piedra Caída y Forca Roja, iniciando allí la construcción de Aguasdulces.

- Elston: señor de Aguasdulces, apoyó una revuelta de la Casa Blackwood contra la Casa Teague, falleciendo durante la misma.

- Tommen: señor de Aguasdulces, durante su señorío se produjo la invasión de los Hombres del Hierro, que se apoderaron de las Tierras de los Ríos.

- Edmyn: señor de Aguasdulces y primer Señor Supremo del Tridente, fue el primero de los señores ribereños en unirse a Aegon el Conquistador, por lo que este le otorgó el señorío sobre las Tierras de los Ríos. También fue, brevemente, Mano del Rey de Aegon.

- Prentys: señor de Aguasdulces que se puso de Jaehaerys en contra de Maegor I Targaryen. Fue Consejero de Edictos de Jaehaerys I durante su minoría de edad.

- Grover: señor de Aguasdulces durante los reinados de Jaehaerys I y Viserys I, al estallar la Danza de los Dragones quiso apoyar a Aegon II, pero su hijo optó por apoyar a los «Negros». Falleció durante el conflicto.

- Elmo: nieto de Lord Grover Tully, sucedió a su abuelo como señor de Aguasdulces. Optó por apoyar a los «Negros» en la Danza de los Dragones, a diferencia de su abuelo. Falleció combatiendo durante el conflicto.

- Kermit: señor de Aguasdulces durante la Danza de los Dragones, apoyó al bando de los «Negros». Se distinguió durante el conflicto al matar a Lord Borros Baratheon en batalla.

- Medgar: señor de Aguasdulces durante el reinado de Daeron II Targaryen, murió poco después de la Gran Epidemia Primaveral.

### Otros miembros
- Samwell Ríos: hijo bastardo de Lord Tommen Tully, lideró al ejército ribereño contra la invasión de los Hombres del Hierro, pero fue derrotado y descuartizado.

- Oscar: hijo de Lord Elmo Tully, fue conocido por ser un guerrero pendenciero y aventurero. Tras la Danza de los Dragones marchó a Essos donde fundó una compañía mercenaria.

- Celia: hija del Señor de Aguasdulces, estuvo prometida al príncipe Jaehaerys Targaryen, pero este decidió anular el compromiso y casarse con su hermana.

- Datos: Q2320477